# Нью-Гемптон (Айова)
Нью-Гемптон (англ. New Hampton) — місто (англ. city) в США, в окрузі Чикасо штату Айова. Населення — 3494 особи (2020).

## Географія
Нью-Гемптон розташований за координатами 43°3′26″ пн. ш. 92°18′59″ зх. д. / 43.05722° пн. ш. 92.31639° зх. д. (43.057166, -92.316357).  За даними Бюро перепису населення США в 2010 році місто мало площу 8,19 км², уся площа — суходіл.

## Демографія
Згідно з переписом 2010 року, у місті мешкала 3571 особа в 1555 домогосподарствах у складі 943 родин. Густота населення становила 436 осіб/км².  Було 1697 помешкань (207/км²).
Расовий склад населення:
| - 96,0 % — білих - 0,5 % — азіатів - 0,3 % — чорних або афроамериканців - 0,1 % — корінних американців - 2,5 % — осіб інших рас |

До двох чи більше рас належало 0,4 %. Частка іспаномовних становила 3,9 % від усіх жителів.
За віковим діапазоном населення розподілялося таким чином: 22,9 % — особи молодші 18 років, 54,1 % — особи у віці 18—64 років, 23,0 % — особи у віці 65 років та старші. Медіана віку мешканця становила 44,8 року. На 100 осіб жіночої статі у місті припадало 89,9 чоловіків;  на 100 жінок у віці від 18 років та старших — 86,7 чоловіків також старших 18 років.
Середній дохід на одне домашнє господарство  становив 51 193 долари США (медіана — 41 455), а середній дохід на одну сім'ю — 62 462 долари (медіана — 57 604). Медіана доходів становила 41 519 доларів для чоловіків та 29 818 доларів для жінок. За межею бідності перебувало 8,1 % осіб, у тому числі 10,0 % дітей у віці до 18 років та 3,7 % осіб у віці 65 років та старших.
Цивільне працевлаштоване населення становило 1673 особи. Основні галузі зайнятості: виробництво — 28,3 %, освіта, охорона здоров'я та соціальна допомога — 22,6 %, роздрібна торгівля — 8,8 %, мистецтво, розваги та відпочинок — 8,0 %.